# Angèle Herry
Pour les articles homonymes, voir Herry (homonymie) et Leclerc.
Angèle Herry ou Angèle Herry-Leclerc, née le 13 août 1974, est une scénariste française. À partir de 2008, elle signe comme scénariste des séries et fictions télévisuelles, ainsi que des documentaires : Sœur Thérèse.com, Diane, femme flic, Claire Brunetti, Les Bleus : Premiers pas dans la police, Boulevard du Palais, Julie Lescaut ou encore L'Art du crime.
Angèle Herry est la fille des acteurs Patrick Dewaere et Sylvette Herry, plus connue sous le nom de Miou-Miou. Elle est la demi-sœur de Lola Dewaere et de Jeanne Herry.

## Biographie
Les parents d'Angèle — Miou-Miou et le comédien Patrick Dewaere — se connaissent depuis 1969 et forment un couple depuis le tournage du film Les Valseuses, à l'été 1973.
En août 1975, Miou-Miou tente sans succès de faire embaucher Dewaere pour le film D'amour et d'eau fraîche à la place de Julien Clerc que le réalisateur a choisi, bien qu'il n'ait aucune expérience d'acteur. Durant le tournage, le chanteur séduit Miou-Miou. Dewaere le moleste, ce qui aggrave la séparation d'avec Miou-Miou.
Angèle part vivre avec sa mère et le chanteur.
Angèle continue de voir Patrick Dewaere, notamment lorsque Miou-Miou l'emmène sur les tournages.
En 1977, le parolier Jean-Loup Dabadie lui dédie une chanson : Angèle : « Je m'en fous bien qu'elle ne soit rien. À ce qu'il semble, elle me ressemble. Angèle le ciel est bleu, ta mère est belle, très belle... Pas une goutte de mon sang n'est dans le sien. Je m'en fous bien. »
Fin 1979, Élisabeth Chalier, nouvelle compagne de son père, met au monde Lola Dewaere, une demi-sœur dont Angèle va devenir proche.
En 1981, sa mère Miou-Miou et Julien Clerc se séparent.
En 1982, âgée de huit ans, Angèle apprend le suicide de Patrick Dewaere. En 1984, David McNeil écrit la chanson  Angela pour Julien Clerc, qui la lui dédie : « Dans quelle auto, quel hôtel, vers quelle moto, quel motel, Angela... S'en ira-t-elle... Mon ange bleu change. Qu'aurai-je alors en échange. Angela. Dis-le-moi. »
À sa majorité civile (1992) et à sa demande, Julien Clerc adopte Angèle à l'état civil et son patronyme devient Herry-Leclerc. La même année elle est interviewée dans le film de Marc Esposito, Patrick Dewaere, réalisé en hommage à son père.

## Études, vie professionnelle et artistique
Après un bac littéraire, elle choisit un parcours universitaire en « lettres modernes » et le poursuit jusqu'à l'agrégation. On lui doit ainsi un mémoire de DEA portant sur « le doute, la norme et la valeur dans les romans et les comédies de Lesage, Dufresny et Regnard » qu'elle défend à l'Université Paris Ouest Nanterre La Défense en 1998.
En parallèle, elle assume des petits boulots de vendeuse de disques, assistante de secrétaire d’édition, assistante marketing ou encore serveuse. Un temps comédienne, elle en profite pour découvrir les métiers audiovisuels et de production.
En 1995, elle joue un rôle dans un téléfilm réalisé par Serge Moati, adapté de l'œuvre d'Émile Zola, Une page d'amour. Avec le même réalisateur, elle se lance alors dans l'écriture du scénario du documentaire Une vie ordinaire en 2001. Plusieurs années plus tard, elle est associée à différentes productions pour Arte, France 2 ou TF1.
Ainsi, en 2008, elle signe avec Pierre-Yves Mora le scénario d'une mini série de fiction pour France 2, intitulée Archéologia, où Miou-Miou tient l'un des rôles principaux. Toujours avec Mora, elle poursuit son travail d'autrice entre 2009 et 2012, pour plusieurs épisodes de différentes séries populaires françaises, comme Sœur Thérèse.com, Diane, femme flic, Claire Brunetti, Les Bleus : Premiers pas dans la police, Boulevard du Palais ou encore Julie Lescaut. Elle est aussi coscénariste dans la série L'Art du crime.

## Vie personnelle
Le 9 février 2019, elle se marie avec « sa compagne de longue date ».

## Filmographie

### Actrice
- 1995 : L'Histoire du samedi, épisode Une page d'amour de Serge Moati

### Scénariste

#### Téléfilm
- 2001 : Une vie ordinaire ou mes questions sur l'homosexualité de Serge Moati (documentaire)

#### Séries télévisées
- 2009 : Claire Brunetti, épisode Piste noire
- 2010 : Les Bleus, premiers pas dans la police, épisode Chambre avec vue
- 2010 : Diane, femme flic, épisodes Voir Bollywood et mourir, Dernières cartes, Retours de guerre, L'Enfant du désir, Otages du mensonge
- 2012 : Julie Lescaut, épisodes L'Aveu, Pour solde de tous comptes
- 2014 : Crimes et botanique
- 2015 : Boulevard du Palais, épisodes Mauvaise graine, Pour oublier, Un bien pour le mal, Une juste cause, Destin 95C
- 2016 : Nina, épisodes L'Hôpital et ses fantômes, Sous le choc, Love Song
- 2017 : L'Art du crime, 16 épisodes